# Transmission universelle de patrimoine
La transmission universelle de patrimoine (communément appelée TUP ou encore fusion-confusion) est, en France, une forme de fusion entre deux sociétés. Elle résulte de la mise en œuvre de l'article 1844-5 du Code civil. 

## Description
Cette technique juridique s'applique lorsqu'une société détient 100 % du capital d'une autre société. Dans ce cas, la société mère peut dissoudre sa filiale. Il s'opère alors une transmission universelle du patrimoine vers la société mère sans liquidation de la filiale.
La TUP est à distinguer de la fusion dite simplifiée. En effet, une TUP opère tout d'abord dissolution de la société détenue à 100 % puis transmission universelle du patrimoine. Dans une fusion simplifiée, la dissolution de la société absorbée n'est qu'une conséquence de la ratification du projet de fusion. Les différences sont minces, mais fiscalement cela peut avoir des conséquences, notamment sur l'imposition des biens immeubles.
Les fusions-confusions sont très prisées, souvent pour des opérations internationales. La TUP est particulièrement choisie pour sa simplicité et sa rapidité. On l'utilise également dans la mesure où celle-ci s'avère la seule technique permettant d'absorber une société avec un actif net négatif.